# National Indigenous Residential School Museum of Canada
Das zentrale National Indigenous Residential School Museum of Canada (etwa: Nationalmuseum der indianischen Internate Kanadas) ist ein Museum am Rand der Gemeinde Portage la Prairie. Es soll über die Geschichte der Indianer-Schulen, in die rund 100.000 indigene Kinder vor allem zwischen 1920 und 1980 verbracht wurden, informieren. Eröffnet wurde es am 21. Juni 2008 in der ehemaligen „Portage La Prairie Indian Residential School“.
Das Museum ist Mitglied der Association of Manitoba Museums (Museumsvereinigung von Manitoba).
Im August 2003 schlug eine Delegation der Long Plain First Nation in Manitoba der Aboriginal Healing Foundation in der Hauptstadt Ottawa den Bau eines solchen Gebäudes in ihrem Reservat vor. Es sollte dementsprechend in Portage la Prairie in Manitoba, in einem ehemaligen Internatsgebäude entstehen. Diese ehemalige Portage Indian School (heute Rufus Prince Building) war von ausreichender Größe, so dass die Planungen von der Assembly of Manitoba Chiefs und der Assembly of First Nations unterstützt wurden.
Geplant ist, einen Schlafsaal zu rekonstruieren, einen Klassenraum, dazu soll ein Garten der Erinnerung entstehen, vor allem aber ein Archiv und eine Bibliothek. Dort sollen die Berichte und Bilder ehemaliger Schüler aufbewahrt und dokumentiert werden. 
Die letzte dieser Schulen wurde in Saskatchewan 1996 geschlossen. Die in diesen Schulen herrschenden, katastrophalen Zustände (Gewalt, Übergriffe, Krankheiten wie Tuberkulose) sollen ebenfalls dokumentiert werden. Für diese Planungen stellte Canadian Heritage dem Vorhaben 4 Millionen Dollar zur Verfügung, dazu kamen kleinere Beträge aus dem Museum Assistance Program und der Aboriginal Healing Foundation. Ebenso wird das Museumsvorhaben von der National Residential School Survivors' Society unterstützt, die 2007 ihre erste Generalversammlung in Winnipeg abhielt. Doch hat sich die Umsetzung der Pläne als langwieriger erwiesen, als erwartet, zumal die Gesamtsumme von 8 Millionen Dollar noch nicht zur Verfügung steht.
Das System der Residential School mit seinen negativen Folgen für die indigenen Völker, ihre Familien und Gemeinschaften wurde am 5. Juni 2019 zu einem „nationalen historischen Ereignis“ erklärt. Die Aufnahme dieses Ereignisses erfolgte unter anderem in Abstimmung zwischen den „National Centre for Truth and Reconciliation“,  Parks Canada und dem Historic Sites and Monuments Board of Canada und dient dazu, dass die Gesellschaft der Geschichte und dem Vermächtnis dieser Internate gedenkt.
Das Schulgebäude wurde als „Former Portage La Prairie Indian Residential School National Historic Site of Canada“ am 23. Juli 2020 zu einer nationalen historischen Stätte erklärt.